# 프랑스 퀼튀르
프랑스 퀼튀르(프랑스어: France Culture)는 프랑스 공영 라디오 방송 라디오 프랑스의 문화 채널로, 읽기, 연극, 실험 프로그램은 물론 (토론, 다큐멘터리 등을 포함한) 다양한 역사, 철학, 사회, 정치, 과학적인 주제들을 방송하고 있다. 이 방송은 FM과 인터넷을 통해 프랑스 전역에 방송되고 있다.

## 역사
프랑스 퀼튀르는 프랑스에서 가장 오래 된 라디오 방송국으로, 1946년 RDF 산하의 Chaîne Nationale(전국 방송망)으로 개국했다. 1958년에 프랑스 III로, 1963년에 RTF 프로모시옹, 그리고 같은 해 지금의 이름으로 바꾸었다. 이 방송은 프랑스 공영 라디오 방송에서 모든 클래식 음악을 담당했으나, 프랑스 뮈지크가 개국한 이후 지금과 같은 포맷으로 바뀌었다.